# Água (elemento)

Símbolo alquimístico da Água.

A água é considerada um símbolo sagrado na maioria das religiões, incluindo o hinduísmo, cristianismo, judaísmo, islamismo, xintoísmo, xamanismo e Wicca. É simbolizado na alquimia pelo triângulo com a ponta voltada para baixo.No Cristianismo a água é usada para batismos.
Quase todos os rituais religiosos são realizados na presença deste elemento, geralmente utilizando-se receptáculos como taças, ou simplesmente representados por um rio, lago ou mar,como é o caso dos batismos no cristianismo quando as cerimônias são realizadas em campo aberto, ou seja, na natureza. A água possui um misticismo que envolve quase todas as crenças.
Segundo outras crenças, acredita-se que a água tenha alguns poderes especiais, sendo um dos tattwas, os cinco elementos básicos da natureza. Na religião wicca, a água é tida como um dos símbolos da Grande Deusa, assim como o cálice e o caldeirão.
Nas antigas tradições chinesas, a água é um dos cinco elementos, em conjunto com a terra, o fogo, a madeira e o metal.
Nas religiões neopagãs, como é o caso do druidismo, da Wicca e da Asatrú, também existe a crença na existência de cinco elementos constituintes do Universo, sendo eles o Fogo, a Água, o Ar, a Terra e Akasha, sendo este último a manifestação da Energia Divina.

## Na Astrologia
A Água, na astrologia, é um dos quatro elementos que regem o planeta Terra (Fogo, Terra, Ar) e os signos de Câncer, Escorpião e Peixes. No zodíaco oriental, a água tem a cor preta, o animal é o tigre branco, tem norte como a direção, rege os três signos: Porco, Rato e Boi. Associa-se ao planeta da água e mensagem, o Mercúrio. Mercúrio rege apenas dois signos do zodíaco ocidental: Gêmeos e Virgem.

## No paganismo
A água corresponde ao tattwa Apas, e é simbolizado pela lua crescente prateada.
Possui características opostas às do fogo, como o frio e a retração. Segundo a crença pagã, o fogo e água são os elementos básicos com os quais tudo foi criado. Creem, também, na existência de dois pólos deste elemento:
- Pólo positivo (+): construtivo, doador de vida, nutriente e preservador;
- Pólo negativo (-): desagregador, fermentador, decompositor e dissipador.

As religiões atribuem o bem ao lado ativo e o mal ao lado passivo; mas no paganismo, o qual se apresenta sem o maniqueísmo, o bem e o mal não existem, sendo apenas conceitos da condição humana.

## Elementais da água
Elemental é o nome esotérico dado aos espíritos existentes na natureza, também conhecidos como seres mitológicos. Dentre os elementais da água que, segundo a crença pagã, seriam capazes de controlar o elemento água e o representar, estão as ondinas, as sereias, a hidra e o hipocampo.

## Magia cerimonial
A água e os outros elementos clássicos gregos foram incorporados ao sistema da Golden Dawn. A arma elemental da água é a taça. Cada um dos elementos tem vários seres espirituais associados. O arcanjo da água é Gabriel, o anjo é Taliahad, o governante é Tharsis, o rei é Nichsa e os elementais da água são chamados Ondinas. Refere-se ao ponto superior direito do pentagrama no Ritual de Invocação Supremo do Pentagrama. Muitas dessas associações, desde então, espalharam-se por toda a comunidade ocultista.

## Feitiçaria moderna
A água é um dos cinco elementos que aparecem na maioria das tradições wiccanas. A Wicca em particular foi influenciada pelo sistema de magia da Golden Dawn e pelo misticismo de Aleister Crowley, que por sua vez foi inspirado pela Golden Dawn.